# 立體書
立体书（英語：Pop-Up book），又稱玩具书，指打开页面后有能弹出立体结构的书。因为不同的机关设计，立体书也不全是弹起的样子，所以又称为活动书。
早期立体书都是纸质材料的，随着技术的不断发展，到现代除了普通纸、特种纸的应用外，还加进了综合材料。

## 定義
在英文中，pop-up有彈起之意，「pop-up book」原本指的是彈起式的立體書，後來遂成為所有類型的立體書統稱。為了避免混淆，美國可動書學會發起人暨立體書專家安·蒙塔那羅（Ann R. Montanaro）主張使用可動書（movable book）作為立體書統稱，與原先的彈起式立體書（pop-up book）作區分。然而現今，一般人還是習慣以pop-up book來統稱立體書，movable book只在歐美部份學術界與蒐藏界使用。
在中文裡，「立體書」指的通常是含有立體紙藝技巧的書籍，但有時也泛指任何狀似立體的書，如幼教類的布書、洗澡書等。雖然中文都用立體書來稱呼，但是像布書、洗澡書這種不含紙藝的書卻不適合譯為「pop-up book」。

## 发展历史
立体书发展至今700多年历史。13世纪，英国修士马修·帕瑞斯（Matthew  Paris，1200-1259）将宗教节日结合制作成可转动的纸盘，首次将机关嵌在书里，这一举动成为立体书的起源。
从1840年前后到第一次世界大战之前期间，英国迪恩父子公司发明了“拉”的变形技法，通过简单的推拉就可以改变原有的图像，由此，立体书出现了更多类型和题材。生产立体书在欧洲盛行。
20世纪，德国洛萨·梅根多夫（Lothar Meggendorfer，1847-1925)设计出旋转木马式结构，赋予纸艺立体书场景和不同的模型。

## 組織學會
自1993年起，可動書學會(The Movable Book Society)便提供了個可讓藝術家、書商、製書人、蒐藏家、策展人以及其他相關領域人士分享愛好與交流立體書資訊的論壇。該組織還設置獎項，頒發給最佳紙藝工程師（商業或藝術家的書），以及做出傑出紙藝工程的大學本科生和研究生。

## 流行文化
- 電影《柏靈頓熊熊出任務》(2017)中，柏靈頓（Paddington）準備買一本有倫敦景點的古董立體書，送給姑姑露西作生日禮物，不幸的是，書被人先從商店裡偷走了，柏靈頓為拿回這本書，展開一連串的冒險。

## 外部連結
- http://www.library.unt.edu/rarebooks/exhibits/popup2/default.htm （页面存档备份，存于） 立體書的歷史之旅（北德州大學）
- http://www.movablebooksociety.org/ （页面存档备份，存于） 可動書學會官網
- https://www.popupkingdom.com/ （页面存档备份，存于） 立體書王國The Pop-Up Kingdom